# Constant Feith

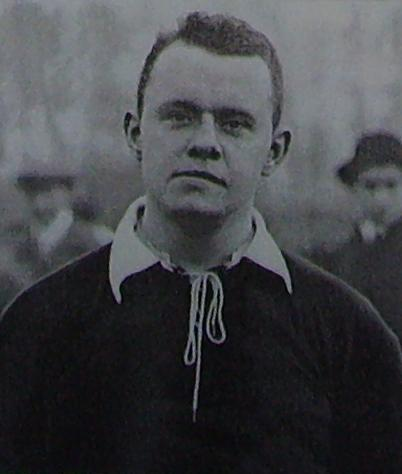
Constant Feith

Jonkheer Constant Willem Feith (* 3. August 1884 in Den Haag; † 15. September 1958 in Bennekom) war ein niederländischer Fußball- und Cricketspieler und späterer Richter.

## Vereinskarriere
Feith spielte seit dem 15. April 1903 in der erfolgreichen ersten Fußballmannschaft des HVV. Als Fußballer war er technisch nicht überragend, hatte aber einen untrüglichen Torinstinkt. In einem Pokalspiel 1904 gegen den Bussumsche FC erzielte er zehn Treffer beim 20:0-Sieg seiner Mannschaft. In der Saison 1906/07 erzielte er in 29 Spielen 53 Tore. Eine Saison später wechselte er jedoch vom Sturm in die Defensive. Bis einschließlich 26. September 1920 bestritt Feith 350 Spiele für den HVV, dabei erzielte er insgesamt 234 Tore, obwohl er die letzten zwölf Jahre als Verteidiger spielte. In dieser Zeit wurde er fünfmal Niederländischer Meister.

## Nationalmannschaft
Feith bestritt 1906/07 und 1912 insgesamt acht Länderspiele für die Nationalmannschaft. Sein Debüt gab er als Abwehrspieler im dritten offiziellen Match der Nederlands Elftal am 29. April 1906 in Antwerpen gegen Belgien, das die Niederländer mit 0:5 verloren. Für sein zweites und drittes Spiel im April und Mai 1907, beide ebenfalls gegen die südlichen Nachbarn, wechselte er in den Angriff und erzielte jeweils ein Tor, seine einzigen Treffer für die NVB-Elf. Nach einer Pause von fast fünf Jahren kehrte er im März 1912 in Vorbereitung der Olympischen Spiele in die Mannschaft zurück, diesmal erneut als Verteidiger. Beim olympischen Fußballturnier kam er im Achtelfinale gegen Gastgeber Schweden und beim 9:0-Sieg gegen Finnland im Spiel um die Bronzemedaille zum Einsatz. Nach den Spielen war seine internationale Karriere im Oranje-Trikot beendet.

## Neben dem Fußball
Aktiv war Feith auch im Cricketteam HCC, einer weiteren Abteilung des Haager Vereins. Der HCC war in dieser Zeit ebenfalls mehrmals Niederländischer Meister. Auch in dieser Sportart spielte Feith in der Nationalmannschaft.
Neben seinen sportlichen Aktivitäten studierte er Rechtswissenschaft, schloss als Meester in de rechten (vergleichbar dem Master of Laws) ab und ging als Richter nach Niederländisch-Indien.